# La Légende de Raoh
La Légende de Raoh (天の覇王 北斗の拳 ラオウ外伝, Ten no haō Hokuto no ken Raō gaiden, littéralement « Le Roi suprême du ciel - Hokuto no ken, la légende de Raoh ») est une série parallèle de l'univers de Hokuto no Ken ou plus connu en France sous le nom de Ken le Survivant. Elle a été dessinée par Yûkô Osada et créée d'après l'œuvre originale de Tetsuo Hara et Buronson. Cette série est complète et composée de cinq tomes. La série relate des aventures de Ken le Survivant exclusivement du côté de Raoh. Il est possible de faire la connaissance de nouveaux personnages mais aussi revoir des personnages déjà croisés dans la série d'origine constituée en 27 volumes.
Le style du mangaka est différent de celui de Tetsuo Hara, mais l'esprit et le scénario restent bien cohérents dans l'ensemble sûrement grâce à la vigilance de Buronson qui a dû superviser le scénario.

## Synopsis
Sur une terre ravagée par la guerre nucléaire et soumise à la loi du plus fort, Raoh un des descendants de l'école du Hokuto Shinken, technique redoutable qui vise à détruire ses ennemis de l'intérieur en touchant leurs points vitaux, est bien décidé à conquérir le monde de ses poings, quitte à devoir exterminer tous ceux qui se dresseront sur son chemin. Mais la voie de la domination est pleine de souffrances et de sacrifices

## Manga

### Fiche technique
- Édition japonaise : Shinchosha
  - Nombre de volumes sortis : 5 (terminé)
  - Date de première publication : octobre 2007
  - Prépublication : Weekly Comic Bunch
- Édition française : Asuka/Crunchyroll
  - Nombre de volumes sortis : 5 (terminé)
  - Date de première publication : juin 2010
  - Format : 127 mm x 182 mm
  - 196 pages par volume

### Liste des volumes et chapitres
| no | Japonais         | Japonais | Français         | Français          |
| no | Date de sortie   | ISBN     | Date de sortie   | ISBN              |
| --- | ---------------- | -------- | ---------------- | ----------------- |
| 1 | 7 juillet 2006   |          | 23 octobre 2008  | 978-2-84965-498-9 |
| Après s'être emparé du château du roi des démons, qui régnait sur la moitié du Kantô du nord, pour en faire sa base, Raoh lance sa toute nouvelle armée entrainée par ses deux compagnons, Sôga et Reina, à l'assaut du territoire contrôlé par celui qui se fait appeler l'empereur sacré. Là Riron et Hakka, du Nanto Hienken, l'école de l'hirondelle virevoltante du Nanto, lui barrent la route. Raoh apprend alors que leur empereur n'est autre que Souther l'héritier du Nanto Hôôken, l'école du phœnix... |                  |          |                  |                   |
| 2 | 7 octobre 2006   |          | 12 décembre 2008 | 978-2-84965-521-4 |
| Liste des chapitres : 1. L'empereur sacré 2. Les retrouvailles des héros 3. Le piège de l'étoile de l'envoûtement 4. Ken'oh contre l'empereur sacré 5. A tâtons 6. Souvenirs 7. La ville imprenable 8. La fin du roi dragon 9. Effondrement 10. Au fond du cœur |                  |          |                  |                   |
| Alors que le Hokuto Shinken est à l'apogée de sa puissance, Raoh se lance à la conquête de ce monde en ruine, confiant en la puissance que lui a octroyé le ciel. Grâce au plan diabolique de Yuda, les troupes d'élite de l'armée de Souther attaquent par surprise Ken'oh-fu, la base de Raoh. Fou de rage, celui-ci se replie alors marche forcée, terrasse Yuda et affronte Souther au cours d'un terrible combat. Mais les deux conquérants finissent par conclure une alliance assortie d'un pacte de non-agression. Une fois la situation revenue à la normale, Raoh apprend que Toki, son frère de sang a enfin été localisé et ordonne qu'on le lui amène. Mais le vice-commandant Usah charge en secret un de ses hommes Amiba, d'assassiner Toki                                                                             |                  |          |                  |                   |
| 3 | 9 décembre 2006  |          | 26 février 2009  | 978-2-84965-549-8 |
| Liste des chapitres : 1. Le village des miracles 2. Les hyènes 3. La rencontre des deux frères 4. La bête de la prison - 1re Partie 5. La bête de la prison - 2e Partie 6. La forêt du vent 7. Le sauveur 8. Le grand arbre 9. Le démon |                  |          |                  |                   |
| Raoh et Toki se retrouvent face à face, comme guidés par le destin du Hokuto no Ken. Raoh ne pouvant tolérer que Toki soit considéré à sa place comme un sauveur, le fait enfermer dans la prison de Cassandra. Il relève le responsable de la prison de Cassandra (Gion le roi de la ruse) de ses fonctions et nomme à sa place le sanguinaire et "immortel aux peines capitales de la prison" Uighur. Raoh se rend ensuite dans la vallée du vent, désireux de prendre comme bras droit Ryûrô, surnommé autrefois "le stratège du Nanto", mais ce dernier refuse sa proposition. Après un combat épique, Raoh fini par le tuer et décide de devenir un démon pour montrer au monde son implacable volonté à régner sur le monde du chaos actuel. C'est alors qu'un homme nommé "le loup céleste" fait son apparition...               |                  |          |                  |                   |
| 4 | 9 mars 2007      |          | 25 juin 2009     | 978-2-84965-612-9 |
| Liste des chapitres : 1. Le loup céleste 2. Le chien des enfers 3. Les deux coupes 4. King 5. Le nuage sans maître 6. Les guerrières - Partie 1 7. Les guerrières - Partie 2 8. Le village du désert 9. L'homme aux sept cicatrices |                  |          |                  |                   |
| Après avoir fait de Ryûga, le loup du ciel, son bras droit, Raoh défait Igor le roi lion et Rise le roi tonnerre qui avaient lancé une attaque contre Ken'oh-fu! Son armée reprend alors son irrésistible avancée, mais Ryûga qui a reçu l'ordre de lancer une offensive contre le Roi ténébreux, est ramené à Ken'oh-fu plus mort que vif après avoir subi l'attaque d'un mystérieux adversaire. Toute l'armée est sous le choc. Raoh part alors pour la prison Cassandra et interroge son frère Toki pour tenter d'en apprendre plus sur celui qui a terrassé Ryûga. Pendant ce temps, Sôga et Reina, partis en expédition pour mettre fin aux agissements d'une bande de pillards, réussissent à localiser leur chef et investissent leur repaire. C'est alors qu'apparait devant eux un homme au corps marqué de sept cicatrices... |                  |          |                  |                   |
| 5 | 8 septembre 2007 |          | 8 octobre 2009   | 978-2-84965-637-2 |
| Liste des chapitres : 1. La ruse du stratège 2. Dans la place 3. Le traquenard 4. L'homme de l'ombre 5. Détermination 6. Les traces de sabots 7. Le sang démon 8. L'âme du conquérant |                  |          |                  |                   |

## Anime
Le manga a été adapté en anime de 13 épisodes. L'intégralité de la série a été publiée en DVD chez Kazé sous deux formats :
- En édition simple : digipack de 3 DVD contenant les 13 épisodes.
- En édition collector : digipack de 3 DVD contenant les 13 épisodes + les 5 tomes du manga.

### Fiche technique de la version française
- Version : Français - Japonais
- Sous-titres : Français
- Format sons : 5.1 et 2.0 (stéréo)
- Format vidéo : 16/9
- Région : PAL
- Zone : 2
- Durée : 13 X 26 Minutes environ
- Année : 2009
- Copyrights : Yûkô Osada, Tetsuo Hara, Buronson 2006, Ten-no haou Partners 2008

### Liste des épisodes
1. Mon poing sert le ciel
2. Un roi reconnaît un roi
3. Nul château de me résiste
4. Qui ce poing sert-il ?
5. Frères ennemis
6. L'éveil du démon
7. Le Loup Bleu dévale la terre
8. Un cri résonne dans l'obscurité
9. Le combat d'une femme
10. Poing brisé sur le sable
11. L'empereur Sacré
12. Le château tombe
13. J'avance vers le ciel

## Jeu vidéo
Le manga a été adapté aussi sur console PSP, il est sorti le 22 janvier 2009 au Japon et sa sortie en France n'est pas prévue pour le moment.

Le jeu est disponible uniquement en import.

### Fiche technique
- Genre : Combat
- Thème : Post-apocalyptique
- Appartient au groupe : Ken le survivant
- Éditeur : Interchannel Holon